# Antoon Heldens

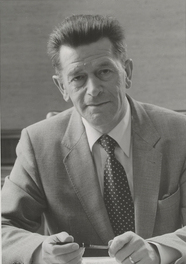
Drs. A.L. Heldens (1980)

Antoon Lodewijk (Ton) Heldens (Ottersum, 18 december 1925 – 4 maart 2015) was een Nederlands politicus van de KVP en later het CDA.
Hij is rond 1954 aan de Katholieke Universiteit Nijmegen afgestudeerd in de politieke en sociale wetenschappen. Daarna heeft hij gewerkt bij provinciale planologische dienst van Noord-Brabant en de Vereniging van Nederlandse Gemeenten (VNG) voor hij in 1957 hoofd werd van de sociografische dienst in Breda. In oktober 1962 werd Heldens benoemd tot burgemeester van Halsteren. Eind 1979 volgde zijn benoeming tot burgemeester van Gemert. In de zomer van 1988 gaf hij die functie vanwege gezondheidsproblemen op. In 2015 overleed hij op 89-jarige leeftijd.